# Minh Thủy
Minh Thủy (chữ Hán giản thể: 明水县, âm Hán Việt: Minh Thủy huyện) là một huyện thuộc địa cấp thị Tuy Hóa, tỉnh Hắc Long Giang, Cộng hòa Nhân dân Trung Hoa. Huyện Minh Thủy có diện tích 2308 km², dân số 340.000 người. Mã số bưu chính của huyện Minh Thủy là 151700. Chính quyền nhân dân huyện Minh Thủy đóng tại trấn Minh Thủy. Huyện này được chia thành 5 trấn, 10 hương. 
- Trấn: Minh Thủy, Thông Đạt, Hưng Nhân, Vĩnh Hưng, Sùng Đức.
- Hương: Đoàn Kết, Song Hưng, Đông Hưng, Vĩnh Cữu, Thụ Nhân, Quang Vinh, Phồn Vinh, Thông Tuyền, Dục Lâm, Hữu Ái.